# 同和街道 (广州市)
同和街道，是中华人民共和国广东省广州市白云区下辖的一个乡镇级行政单位。

## 行政区划
同和街道下辖以下地区：
握山社区、白山社区、白云山制药厂社区、蟾蜍石社区、白水塘社区、蟹山社区、石桥头社区、榕树头社区、金湖社区、何屋社区、倚绿山庄社区、斯文井社区、富和花园社区、白云社区、云祥社区、老庄社区、新庄社区、大陂社区和南湖半岛社区。